# Patellapis kinabaluensis
Patellapis kinabaluensis är en biart som först beskrevs av Gregory B. Pauly 2007.  Patellapis kinabaluensis ingår i släktet Patellapis och familjen vägbin. Inga underarter finns listade i Catalogue of Life.